# Карл Вајерштрас
Карл Вајерштрас (Остенфелд, 31. октобар 1815 Остенфелд, покрајина Минстер — 19. фебруар 1897) био је немачки математичар, професор Универзитета у Берлину.
Познат је по значајним радовима из теорије функција, варијационог рачуна, диференцијалне геометрије и линеарне алгебре. Разрадом система логичког заснивања математичке анализе утицао је на њен даљи развој. Утврдио је Вајерштрасов критеријум конвергенције функционалног реда, став којим утврђује да дати функционални ред бесконачно,Σ,n=1,Un(x) конвергира на одсечку [a,b] ако његов модуларни ред за свако x које припада [] има конвергентну бројну мајоранту.

## Биографија
Био је најстарије дете у породици Вилхелма Вајерштраса и Теодоре Форст. Његов отац био је непопустљив и ауторитаран на крут пруски начин. Тежећи за непопустљивом исправношћу он је негативно утицао на своју децу која су цели живот била лично несрећна и друштвено некорисна, изузев Карла. Карл је убрзо након рођења с породицом одселио у Вестфалију у сиромашни Вестернкотен јер му је отац добио посао у рудницима соли. Школа му је донела много задовољства, сваки школски задатак радио је брже и боље од других. Средњу школу је завршио са одличним успехом и бројним наградама које је освајао у многим предметима. У својој петнаестој години запослио се у једној продавници месних производа где се истакао као добар књиговођа. Међутим, млади Карл се супротно очевом очекивању уместо рачуну потпуно посветио мачевању и испијању кригли пива. Тврдоглави отац, разочаран, послао га је у Бон да изучи трговину и право. Након три године Карл се вратио кући без дипломе али као прави уметник у мачевању и испијању пива. Његов углед у мачевалачком свету био је невероватан. Његов углед у породици био је истински очајан, они су чупали косу и сматрали да је породична брука. Ипак, три године које је провео у мачевању и веселим друштвима протекле су без огреботине и пораза. Сагледао је лице и наличја живота а своје слободно време проводио је у изучавању Лапласове Небеске механике. Како би спасио част и решио његову будућу властиту егзистенцију отац га је послао у Минстер на Академију да постане учитељ.
У Минстеру је Карл упознао математичара Кристофа Гудермана, изузетног познаваоца елиптичних функција. Својим предавањима Гудерман је одбио све неталентоване студенте. На крају га је слушао само Вајерштрас. Један од темељних појмова анализе, потенцијски ред дуговао је Гудерману. Гудерман је уложио огроман труд у Вајерштрасово образовање и формирање и он му је био поводом тога захвалан цео живот. Вајерштрас је дипломирао у двадесет и шестој години. Дипломирао је на тему Сократов метод у настави. Вајерштрасова предавања су се одликовала савршеном дорађеношћу, потпуним јединством мисли и методологијом учитеља-ствараоца. Након годину дана пробне наставе Вајерштрас је бриљантно положио испит. У Гудермановом извештају писало је да би била штета да се такав човек закопа у средњој школи. Његов испитни рад био је оригинални допринос математици. Каријеру наставника математике Вајерштрас је започео службујући по забитим селима. Предавао је предмете: математику, физику, географију, краснопис, па и гимнастику. Када је имао двадесет и седам година Вајерштрас је на системе диференцијалних једначина применио оригиналне методе и самостално дошао до неких открића. Те године био је у гимназији у Дојч Кронеу и бавио се изучавањем Нилс Хенрик Абела. Своје радове из математике није слао никоме на оцену. У тридесетој години, 1848. прешао је у Католичку гимназију у Браунсберг. Тамо је затекао малу математичку библиотеку и директора који је схватио какав му је професор додељен. Већ је био објавио рад: Опажања о аналитичким производима низа фактора. То дело је остало непознато све до 1856. Свој рад је Вајерштрас засновао на Абеловим истраживањима. Затим је објавио рад: Доприноси теорији Абелових интеграла. И тај рад је прошао без одјека у јавности. Вајерштрасу то није било ни потребно.
У својој тридесет и осмој години објављује у Креловом Journal-у нови рад о Абеловим функцијама. Рад је одјекнуо као научна сензација и као потпуни анонимус ушао је у свет математике као његов нови владар који је стигао из неког села о ком се ништа није знало. Рад је приметио и Ришло, професор Универзитета у Кенигсбергу , центру тадашње пруске науке. Он је издејствовао Вајерштрасу докторат honoris causa. Вајерштрас је потом именован за професора математике у Краљевској политехничкој школи у Берлину. Убрзо је прешао на Берлински универзитет и био је изабран у Берлинску академију. Његова слава постала је међународна; сматран је као водећи аналитичар у свом времену. Вајерштрасова предавања су била изузетно посећена. Његове белешке за предавања су слободно и несебично кружиле међу студентима и многе су се и загубиле. Предавања која је касније објавио постала су најбољи уџбеник анализе из оног времена. Најбољи ученик Вајерштраса била је Рускиња, Соња Коваљевска . Истина је да математичар који није помало и песник никада неће бити савршен математичар, говори је својим студентима. Сва лепота живота и света ван кабинета и науке никада му није била страна. Вајерштрас се, ипак, узима као пример строгости у математичкој анализи и критичар свих интуитивних математичких школа. Њему дугујемо за јединствен третман свих резултата, чак и оних који се односе на најсложенија питања, а тангирају област теорије диференцијалних и интегралних једначина, без обзира на веома смеле и разноврсне комбинације примене суперпозиција, комбинација и транспозиција граница, писао је Дејвид Хилберт 1929. у Matematische Annalen карактеришући његов рад. Последње године Вајерштрасовог живота биле су испуњене изузетним почастима.

## Математички прилози

### Исправност рачуна
Вајерштрас је био заинтересован за исправност рачуна, а у то време постојале су донекле двосмислене дефиниције основа рачуна тако да важне теореме нису могле бити доказане са довољном ригорозношћу. Иако је Болцано развио разумно ригорозну дефиницију границе још 1817. године (а можда и раније), његов рад је остао непознат већини математичке заједнице дуго година касније, а многи математичари су имали само нејасне дефиниције граница и континуитета функција.
Основна идеја иза Делта-епсилон доказа је, вероватно, први пут пронађена у делима Кошија из 1820-их. Коши није направио јасну разлику између континуитета и униформног континуитета на интервалу. Нарочито, у свом Курсу анализе из 1821. године, Коши је тврдио да је граница непрекидних функција (у тачци) сама по себи непрекидна, изјава која је генерално нетачна. Тачна изјава је пре да је униформни лимит непрекидних функција непрекидан (такође, униформни лимит униформно континуираних функција је униформно непрекидан). Ово је захтевало концепт униформне конвергенције, који је први уочио Вајерштрасов саветник, Кристоф Гудерман, у раду из 1838. године, где је Гудерман описао феномен, али га није дефинисао нити га је разрадио. Вајерштрас је увидео важност концепта, и формализовао га је, и широко применио кроз основе рачуна.
Формална дефиниција континуитета функције, како је формулисао Вајерштрас, је следећа:
{\displaystyle \displaystyle f(x)} је континуирано при {\displaystyle \displaystyle x=x_{0}} ако је {\displaystyle \displaystyle \forall \ \varepsilon >0\ \exists \ \delta >0} тако да је за свако {\displaystyle x} у домену {\displaystyle f},   {\displaystyle \displaystyle \ |x-x_{0}|<\delta \Rightarrow |f(x)-f(x_{0})|<\varepsilon }. Другим речима, {\displaystyle \displaystyle f(x)} је континуирана у тачки {\displaystyle \displaystyle x=x_{0}} ако је за свако {\displaystyle x} довољно близу {\displaystyle x_{0}}, вредност функције {\displaystyle f(x)} је веома близу {\displaystyle f(x_{0})}, где ограничење „довољно близу“ обично зависи од жељене блискости {\displaystyle f(x_{0})} до {\displaystyle f(x)}. Користећи ову дефиницију, доказао је теорему о средњој вредности. Он је такође доказао Болцано–Вајерштрасову теорему и користио је за проучавање особина непрекидних функција на затвореним и ограниченим интервалима.

## Изабрани радови
- Zur Theorie der Abelschen Funktionen (1854)
- Theorie der Abelschen Funktionen (1856)
- Abhandlungen-1, Math. Werke. Bd. 1. Berlin 1894
- Abhandlungen-2, Math. Werke. Bd. 2. Berlin 1895
- Abhandlungen-3, Math. Werke. Bd. 3. Berlin 1903
- Vorl. ueber die Theorie der Abelschen Transcendenten, Math. Werke. Bd. 4. Berlin 1902
- Vorl. ueber Variationsrechnung, Math. Werke. Bd. 7. Leipzig 1927